# Príncipe Juan de Anhalt
El cuadro Príncipe Juan de Anhalt (en alemán, Fürst Johann von Anhalt) es una obra de Lucas Cranach el Viejo, que muestra al príncipe Juan de Anhalt adolescente. Es una pintura sobre tabla de madera de haya de alrededor de 1520 que se encuentra en la colección de pinturas del pabellón de caza Grunewald en Berlín.

## Descripción
El retrato de 64,9 cm × 45,8 cm muestra al príncipe Juan de Anhalt de tres cuartos desde la izquierda sobre fondo oscuro. Lleva una coraza de ceremonia. Las protuberancias sobre los brazos imitan a las de las armaduras de los mercenarios. En su mano izquierda sostiene una espada corta mientras su mano derecha está en la cadera. La descripción en latín en la parte superior de la imagen dice traducida "Una imagen del ilustre joven señor príncipe Juan de Anhalt a la edad de 16 años 1520".
La imagen fue propiedad de los príncipes de Anhalt desde principios del siglo XIX hasta después de la Primera Guerra Mundial y estaba en Wörlitz en su casa gótica. En 1958 fue adquirido de propiedad privada en Colonia con fines expositivos en Berlín. Hoy en día, la imagen es propiedad de la Fundación de los Palacios y Jardines Prusianos de Berlín-Brandeburgo y figura allí con el número de inventario DE SPSG GK I30029.

## Historia

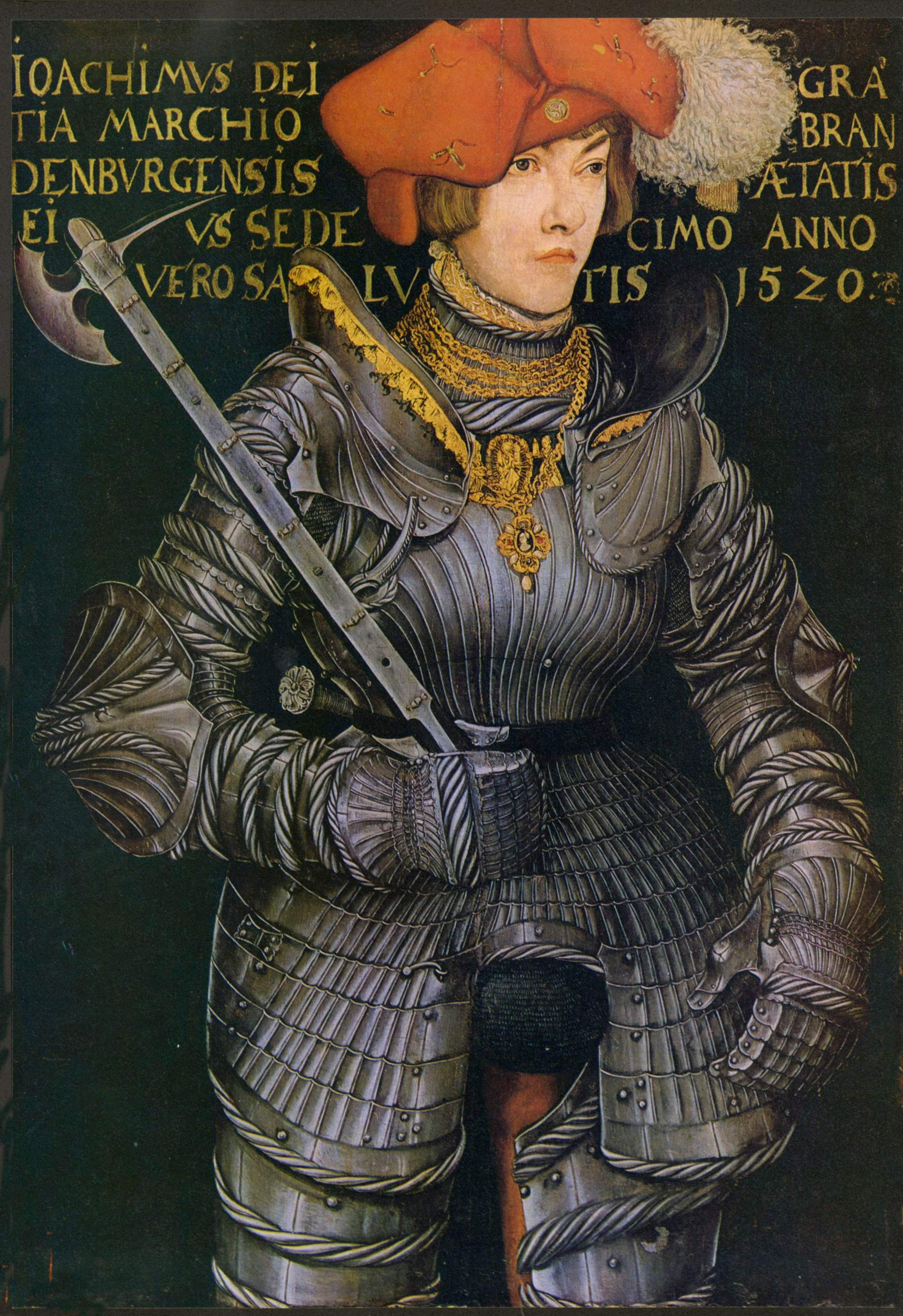
La otra imagen del retrato doble: el elector Joaquín II de Brandeburgo.

Hay un retrato similar a la pintura del príncipe Juan de Anhalt, que representa al príncipe elector Joaquín II de Brandeburgo también a la edad de 16 años y con armadura completa. Al comparar las imágenes, las diferencias en el rango de los representados se vuelven claras. La imagen de Juan es artísticamente menos elaborada que la del príncipe elector de rango superior. La armadura de Juan también es menos elaborada, usa un collar más sencillo y su sombrero no lleva pluma de avestruz.
El período en el que se crearon los retratos dobles se puede reducir al período comprendido entre el otoño de 1520 y la primavera de 1521, vista la edad de los retratados. En ese momento Juan de Anhalt gobernaba ya el principado de Anhalt después de la muerte de su padre Ernesto de Anhalt en 1516, bajo la tutela de su madre Margarita de Münsterberg junto con dos hermanos. Como también estaba bajo la tutela del elector Joaquín I de Brandeburgo, Juan acudió a la corte electoral de Cölln alrededor de 1516, donde probablemente se crio con el elector Joaquín II de la misma edad.
Es probable que los retratos se realizaran en Wittenberg en el taller de Lucas Cranach, ya que no se sabe que realizara ninguna visita a la corte de Cölln en el periodo en que fueron creados. Por contra, se documentan dos estancias de los jóvenes nobles en Wittenberg. Permanecieron allí el 16 de enero de 1520 en su viaje de ida a la Dieta de Worms y en su viaje de regreso el 28 de marzo de 1520.
Imágenes comparables de príncipes con armadura no aparecieron en el Sacro Imperio Romano Germánico hasta mediados del siglo XVI. Con Lucas Cranach el Viejo son singulares, con Lucas Cranach el Joven se conocen dos cuadros similares. Por tanto, se puede suponer que los retratos dobles son obra de encargo, pero se desconoce el cliente.